# Рьель-лез-О
Рьель-лез-О (фр. Riel-les-Eaux) — коммуна во Франции, находится в регионе Бургундия. Департамент коммуны — Кот-д’Ор. Входит в состав кантона Монтиньи-сюр-Об. Округ коммуны — Монбар.
Код INSEE коммуны — 21524.

## Население
Население коммуны на 2010 год составляло 84 человека.
| 1962 | 1968 | 1975 | 1982 | 1990 | 1999 | 2010 |
| ---- | ---- | ---- | ---- | ---- | ---- | ---- |
| 149  | 117  | 105  | 106  | 94   | 96   | 84   |

## Экономика
В 2010 году среди 57 человек трудоспособного возраста (15—64 лет) 45 были экономически активными, 12 — неактивными (показатель активности — 78,9 %, в 1999 году было 68,5 %). Из 45 активных жителей работали 41 человек (23 мужчины и 18 женщин), безработных было 4 (2 мужчин и 2 женщины). Среди 12 неактивных 3 человека были учениками или студентами, 6 — пенсионерами, 3 были неактивными по другим причинам.